# Морские уточки
Морские уточки (лат. Lepadomorpha) — подотряд усоногих ракообразных.

## Описание
Родственники морских желудей (Balanomorpha). Отличаются наличием достаточно длинного стебелька, которым животное прикрепляется к субстрату, более крупным размером известкового панциря (до 5 см) и более причудливой окраской.
Образ жизни такой же, как у морских желудей. Личинки ведут пелагический образ жизни, пока не найдут субстрат в верхних слоях воды, к которому они могли бы прикрепиться. Тогда они создают известковую раковину. Иногда концентрация морских уточек на поверхности настолько большая, что они не могут расти в ширину. Тогда они становятся длинными и тонкими, как большой карандаш.

## Распространение и экология
Ареал — тропический, субтропический и умеренный пояса Атлантического океана.
Морские уточки питаются планктоном, используя свои лапки, которые высовывают из отверстия наверху известкового панциря, словно усы (как и другие усоногие).

## Хозяйственное значение и применение
Покрывают днища кораблей, ухудшая обтекаемость подводных частей судов и снижая их мореходные качества.
В Португалии и Испании они широко употребляются в пищу и являются дорогим деликатесом (известным как исп. percebes). Их коммерческий сбор осуществляется на северном и западном побережье Пиренейского полуострова.

## Систематика
Подотряд Морские уточки включает три семейства:
- Lepadidae Darwin, 1852
- Oxynaspididae Gruvel, 1905
- Poecilasmatidae Annandale, 1909